# Rush (песня Льюиса Капальди)
«Rush» — песня шотландского певца Льюиса Капальди, созданная при участии в качестве приглашённой вокалистки канадской певицы Джесси Рейес. Песня была издана в качестве цифрового сингла 23 февраля 2018 года звукозаписывающим лейблом Virgin Records. Песня добралась до 74 места шотландского чарта Scottish Singles Chart.
Видеоклип к песне «Rush» вышел на YouTube 8 марта 2018 года.

## Позиции в чартах
| Чарт (2018)              | Наивысшая позиция |
| ------------------------ | ----------------- |
| Шотландия (OCC Scotland) | 74                |

## Сертификации
| Регион                                                                      | Сертификация | Продажи |
| --------------------------------------------------------------------------- | ------------ | ------- |
| Австралия (ARIA)                                                            | Золотой      | 35 000  |
| Великобритания (BPI)                                                        | Золотой      | 400 000 |
| Данные о продажах + прослушиваниях приведены только на основе сертификации. |              |         |

## История релиза
| Страна         | дата            | Формат         | Лейбл  |
| -------------- | --------------- | -------------- | ------ |
| Великобритания | 23 февраля 2018 | цифровой сингл | Virgin |